# Джеральдін Джюсбері
Джеральдін Ендзор Джюсбері (22 серпня 1812 , Meashamd, Лестершир  — 23 вересня 1880 , Лондон ) — англійська письменниця-романістка, книжковий рецензент та літературна діячка в Лондоні, найвідоміша за такими популярними романами, як «Зої: Історія двох життів» (Zoe: the History of Two Lives) та рецензіями на літературне періодичне видання Athenaeum.
Джюсбері ніколи не була одружена, утім насолоджувалася багаторічною інтимною дружбою, зокрема з Джейн Карлайл — дружиною есеїста Томаса Карлайла. Романтичні почуття Джюсбері до неї та складність у їхніх стосунках емоційно постають на сторінках творів самої англійської романістки. Безуспішно намагалася спонукати свого близького товариша Волтера Мантелла розпочати нове життя як письменника після його протирічь з урядом Нової Зеландії щодо земельних прав маорі.

## Походження та навчання
Джюсбері народилася 1812 року в Мішемі у графстві Дербішир (з 1897 року — Лестершир) у родині Томаса Джудсбері (помер у 1840 році), виробника та торговця бавовною, та його дружини Марії, уродженої Сміт, (померла в 1819 році). Її дідусь по батьківській лінії, Томас Джевсбері-старший (помер у 1799 році) — був геодезистом доріг, інженером каналів та вивчав студентом філософію. У своєму заповіті він залишив сім'ї чотири котеджі, склад, трохи землі в Мішамі та великий грошовий спадок.
У шлюбі Томаса-молодшого та Марії народилося шестеро дітей: Марія Джейн (нар. 1800), Томас (нар. 1802), Генрі (нар. 1803), Джеральдін (нар. 1812), Артур (нар. 1815) та Френк (нар. 1819). Марія Джейн мала літературні здібності та писала для Manchester Gazette. Після ранньої смерті матері вона допомагала утримувати сім'ю та виховувати молодших братів, поки не вийшла заміж, але сама померла молодою від холери. Потім сама Джеральдіна опікувалася своїм батьком, доки він не помер у 1840 році, а також молодшим братом Френком, доки він не одружився.
Бавовняний бізнес її батька постраждав від війни 1812 року, і він став страховим агентом у Манчестері. Джеральдін навчалася в школі-інтернаті місс Дарбіс в Олдер-Міллс поблизу Темворта, Стаффордшир, і продовжила навчання французькій, італійській мовам та малюванню в Лондоні в 1830—1831 роках. Невдовзі після повернення до рідного дому вона почала страждати від депресії, сумніватися у своїй долі та висловлювати релігійні сумніви. Ця зміна знайшла відображення в її першому романі «Зої: історія двох життів» .

## Стосунки з Джейн Карлайл
Приблизно в 1840 році Джеральдін Джюсбері висловила в листі видатному шотландському письменнику Томасу Карлайлю прохання про поради щодо її подальшої літературної кар'єри. Запрошена до його дому в Челсі, Лондон, вона відразу ж почала теплу дружбу та листування з його дружиною Джейн, які стали найглибшими стосунками в її житті.
Джюсбері знищила надто відверті листи, які вона отримала від Джейн. Однак, Джейн погодившись також знищити листи від Джюсбері, не зробила цього внаслідок раптової смерті. Як стає зрозумілим із збережених листів, Джюсбері з самого початку розвинула в собі пристрасні почуття до Джейн. З іншого боку, ранні розповіді про Джейн виявляють двоїсте ставлення до Джюсбері. Коли Томас Карлайл запропонував Джюсбері відвідати їх на Чейн-Роу, 5 у 1843 році, Джейн вагалася, нарешті зізнавшись чоловікові: «Я боюся, що її перебування поруч зі мною з ранку до вечора було б жахливо та виснажливо! Вона скаржилася на те, як Джеральдін перебувала „завжди в стані емоцій!“, капаючи „гарячими сльозами“ на її руки, а також постійно спостерігає за нею та метушиться».
Джейн та Джюсбері витримали багато розбіжностей, особливо щодо ролі жінок, оскільки Джейн була відомою сумлінною дружиною, яка ніколи не думала про власну кар'єру. Однак дружба обидвох жінок тривала понад 25 років; Джейн намагалася (безуспішно) знайти женихів для Джюсбері, а та, в свою чергу, доглядала за Джейн протягом її частих хвороб.
Їхні стосунки досліджували літературознавці, зокрема Вірджинія Вульф у своїй статті про листи Джеральдін Джюсбері до Джейн Карлайл. Появі творів Джюсбері у друкованому вигляді також сприяло те, що Джейн допомогла відредагувати її перші дві книги.

## Романи
Джеральдін Джюсбері була, передусім, романісткою ідей і моральних дилем, якими гостро поставила під сумнів стандартні, ідеалізовані ролі дружини й матері та пропагувала духовну цінність праці в житті тодішньої жінки. Вона часто робила своїх жіночих образів мудрішими та здібнішими за чоловічих героїв романів.
Її перший роман «Зої: історія двох життів» (1845) розповідає про дівчину, яка закохується в католицького священика, через що він відступає від віри. Ця історія несе в собі сильну тему сумнівів не лише щодо релігійних вірувань, але й щодо шлюбу як головного призначення жінки. Спочатку видавець відхилив цей роман, але пізніше прийняв до друку після втручання Томаса Карлайла. Він мав негайний успіх і був оцінений Manchester Examiner як «вражаючий» й «талановитий», хоча інші відгуки були неоднозначними. Як скептичний роман його можна віднести до творів Шарлотти Мері Йонг та місіс Хамфрі Ворд, тоді як зв'язок сексуальних почуттів із духовним стражданням викликав порівняння з ідеями французької письменниці Жорж Санд .
Наступний роман Джюсбері «Напівсестри» (1848) також ставить під сумнів роль дружини та матері, які розглядаються як незадовільні та обмежувальні. Життя звичайної жінки Аліси невигідно відрізняється від життя її зведеної сестри Б'янки, яка працює актрисою, щоб утримувати божевільну матір. Персонаж Аліси містить нотки історії Джейн Карлайл, тоді як Б'янка чітко заснована на ще одній із близьких подруг Джюсбері, Шарлотти Кушман . Це був улюблений роман письменниці.
Її третій роман, «Маріан Візерс» (1851), досліджує ту саму тему самореалізації жінок, цього разу в індустріальному середовищі, спираючись на власний досвід ділового світу Манчестера. Він також зосередив увагу на темах навчання, творчого винаходу, статусу на робочому місці та громадської філантропії. У романі розповідається кілька різних історій, пов'язаних за аналогією, і деяким критикам не сподобалася така фрагментарна структура.
Ще три романи («Констанс Герберт», 1855; «Скорботі благородства», 1856; «Правильно чи неправильно», 1859) викликали у читачів менший інтерес. Джеральдіна Джюсбері також написала два романи для дітей: «Історія усиновленої дитини» (1852) та «Анджело, або Сосновий ліс в Альпах» (1855). 

## Оповідання
Між 1850 і 1859 роками Діккенс замовив 17 оповідань у Джюсбері для свого періодичного видання Household Words .  Одного разу він написав їй: «Шановна міс Джюсбері, я не вибачаюся за таке звернення до вас, тому що я ваш читач і сподіваюся, що знаю про вас настільки, що може виправдати відвертий підхід… Якщо Я міг би спонукати вас написати будь-які статті чи короткі оповідання для [Houseld Words], щиро запевняю вас, я мав би дуже цінувати вашу допомогу і тому надто радий отримати її».

## Рецензування
Вважається, що Джюсбері підготувала рецензії на понад 2000 книг у період між 1846 та 1880 роками, включаючи романи, дитячі книги, мемуари, біографії, історії, кулінарні книги та книги про ведення домашнього господарства, головним чином для тижневика Athenaeum . Оскільки на той час більшість рецензій були анонімними, їх точна кількість невідома. Анонімність також створювала атмосферу підозрілості між авторами та критиками. Багато рецензій зроблених Джюсбері помилково приписували романістові та письменнику-публіцистам Джону Корді Джеффресону . Коли Рода Бротон виявила, що Джюсбері написала несприятливу рецензію на її роман, вона включила невтішну карикатуру на неї в одну зі своїх пізніших книжок «Початківець», хоча вона з'явилася вже після смерті Джюсбері.
Джюсбері була досить великоморальним критиком. Її головним критерієм була здатність персонажів відрізняти добро від зла, і це важило для неї більше, ніж сам сюжет. Наприклад, вона не схвалювала сюжети у яких, наприклад, літній чоловік сумував за молодшою від нього жінкою. А ще їй не подобалися любовні сцени і взагалі побутові романи. Серед популярних авторів, які вона рецензувала, були літературні твори Ентоні Троллопа, Джордж Еліот, Джорджа Мередіта та Вілкі Коллінза .
Джеральдін Джюсбері також працювала рецензентом видавництва для Херста і Блекетта та для Бентлі, рекомендувавши, наприклад, останньому опублікувати бестселер Еллен Вуд «Іст Лінн» (1861), хоча вона відмовляла таким пізніше успішним авторам, як Мері Бреддон та Віда. Вона часто використовувала своє становище в Бентлі аби сприяти розвитку кар'єри інших письменниць, зокрема таких її друзів, як Маргарет Оліфант та Френсіс Пауер Кобб.

## Друзі та романи
Джеральдін Джюсберіі була досить комунікабельною людиною, тому мала багато друзів і літературних партнерів. Вона могла знаходити спільну мову з людьми з будь-якого соціального класу. Її зростаюча популярність і нетрадиційна особистість, куріння та носіння чоловічого одягу, як Жорж Санд, незабаром принесли їй високий авторитет у літературному товаристві. Серед її друзів були родини Хакслі, Кінгслі, Россетті та Браунінг, а також Вільям Форстер (з яким вона відвідала революційний Париж у 1848 році), Джон Брайт, Джон Раскін та Генрі Льюїс .
Вона ніколи не виходила заміж,   але мала тісні особисті стосунки, як з чоловіками, так і з жінками: деякі плотські, деякі платонічні, найбільш значущі з яких були з Джейн Карлайл . Вона також довго й емоційно товаришувала з актрисою Шарлоттою Кушман — сильною, особливо мужньою фігурою, якою вона захоплювалася за її великий життєвий досвід, який контрастував із сумлінною домашньою поведінкою Джейн. Через це Джейн Карлайл почала ревнувати і засмутилася через стосунки. Зокрема, Кушман була прототипом для Б'янки у «Напівсестрах» .
Ірландська письменниця Сідні Овенсон, також відома як леді Морган, допомогла Джюсбері, коли вона вперше приїхала до Лондона. В подяку про це Джеральдін Джюсбері довго й відверто товаришувала з Морган та, зрештою допомогла їй написати мемуари в старості.
З її товаришів-чоловіків найбільш значущим був урядовець у Новій Зеландії Волтер Мантелл, на вісім років молодший за неї, який почувався незручно щодо свого завдання тиснути на маорійців, щоб вони дешево продали свою землю британцям. Тому потрапив у немилість до влади та повернувся жити в Англію. Джеральдін Джюсбері доклала великих зусиль, щоб увести його до літературного товариства, і навіть запропонувала одружитися, але, схоже, його почала нудити її надмірна увага, і вони розлучилися.

## Смерть
Після смерті Джейн Карлайл у 1866 році Джюсбері переїхала до Севеноукса у графстві Кент . Вона сама захворіла на рак у 1879 році та померла в приватній лондонській лікарні наступного 1880 року на 69-му році життя та була похована на Бромптонському цвинтарі .  Вона писала до кінця свого життя, її останній звіт для Bentley датований 9 вересня 1880 року — за два тижні до кончини. Джеральдін Джюсбері залишила всі свої цінні папери та документи бізнесменові та феміністці Джону Сторесу Сміту, з яким у неї були також міцні стосунки.